# Coi Leray
Бриттани Коллинз (род. 11 мая 1997 года), более известна как Coi Leray — американская рэперша и автор песен. После увольнения с работы, Коллинз начала выпускать свои песни на SoundCloud. Позже она подписала контракт с Republic Records. В 2021 году выпустила сингл «No More Parties», который был сертифицирован золотым американской ассоциацией звукозаписывающих компаний (RIAA).

## Ранняя жизнь
Бриттани Коллинз родилась 11 мая 1997 года в Бостоне, штат Массачусетс, а выросла в Хакенсаке, штат Нью-Джерси. Она начала заниматься музыкой в возрасте 14 лет. В 16 лет Коллинз бросила школу и начала работать в отделе продаж.

## Карьера
Уволившись с работы, Коллинз выпустила свой дебютный сингл «G.A.N.» в 2017 году. Её псевдоним был взят в честь карпов кои. Её сингл «Huddy» и дебютный микстейп Everythingcoz были выпущены в 2018 году. В декабре 2018 года она участвовала на песне «Save the Day» совместно с американским рэпером Ski Mask the Slump God и певцом Jacquees, которая является саундтреком к фильму 2018 года «Человек-паук: Через вселенные». Её второй микстейп, EC2, был выпущен 18 января 2019 года на лейбле Republic Records. Она сопровождала Trippie Redd во время его тура Life’s a Trip Tour в начале 2019 года. Коллинз выпустила сингл «Good Days» в марте 2019 года. Она появилась в качестве гостевого исполнителя на песне «Everything BoZ» Trippie Redd из его второго студийного альбома !. В апреле 2020 года Коллинз выпустила сингл «Better Days» при участии американского рэпера Fetty Wap и участвовала на ремиксе сингла Кеке Палмер «Sticky» в мае 2020 года.
Она выпустила свой дебютный мини-альбом Now or Never в августе 2020 года. Её сингл «No More Party» был выпущен в январе 2021 года и стал первой песней, которая попала в Billboard Hot 100, достигнув 26 места. Ремикс на песню при участии американского рэпера Lil Durk был выпущен в феврале 2021 года, музыкальное видео на него было снято Reel Goats. В марте 2021 года Coi Leray выпустила сингл «Big Purr (Prrdd)» при участии Pooh Shiesty. Он дебютировал на 69 месте в чарте Billboard Hot 100. В апреле 2021 года Коллинз снялась в видеоклипе на сингл американского рэпера Моски «Track Star» и сыграла главную роль в сериале Whistle Coi Vs..
Дебютный студийный альбом Coi Leray Trendsetter вышел 8 апреля 2022 года.

## Личная жизнь
Coi Leray болеет СДВГ. Её отцом является Бензино. Она заявила, что является «верующей в Бога» и что они с матерью «много молятся по телефону». Коллинз заявила, что планирует получить степень в области кулинарного искусства. Она выделяет Леди Гагу, Bon Jovi, Chief Keef, Криса Брауна, Slick Woods и Jazzelle Zanaughtti в качестве своих вдохновителей.
В 2018 году начала встречаться с американским рэпером Trippie Redd. 21 сентября 2019 года пара рассталась.

## Дискография

### Студийные альбомы
| Название    | Детали                                                                                  |
| ----------- | --------------------------------------------------------------------------------------- |
| Trendsetter | - Выпущен: 8 апреля 2022 - Лейбл: 1801, Republic - Форматы: Цифровая загрузка, стриминг |
| Coi         | - Выпущен: 23 июня 2023 - Лейбл: 1801, Republic - Форматы: Цифровая загрузка, стриминг  |

### Микстейпы
| Название      | Детали                                                                                  |
| ------------- | --------------------------------------------------------------------------------------- |
| Everythingcoz | - Выпущен: 30 марта 2018 года - Лейбл: Внелейбла - Формат: Цифровая загрузка, стриминг  |
| EC2           | - Выпущен: 18 января 2019 года - Лейбл: Republic - Форматы: Цифровая загрузка, стриминг |

### Мини-альбомы
| Название     | Детали                                                                                   |
| ------------ | ---------------------------------------------------------------------------------------- |
| Now or Never | - Выпущен: 14 августа 2020 года - Лейбл: Republic - Форматы: Цифровая загрузка, стриминг |